# 碳酸钬
碳酸钬是一种无机化合物，化学式为Ho2(CO3)3。

## 制备
碳酸钬可由碳酸氢铵沉淀法制备。

## 化学性质
碳酸钬可溶于酸，放出二氧化碳：
Ho2(CO3)3 + 6 H+ → 2 Ho3+ + 3 H2O + 3 CO2↑
碳酸钬在高温下分解，生成氧化钬：
Ho2(CO3)3 → Ho2O3 + 3 CO2↑